# Sergej Nikolaevič Lanskoj
Sergej Nikolaevič Lanskoj, (in russo: Ланской, Сергей Николаевич) (1774 – Namur, 23 febbraio 1814), è stato un generale russo.

## Biografia
Era il figlio di Nikolaj Sergeevič Lanskoj, e di sua moglie, Anna Petrovna Tormasova. Era il nipote di Aleksander Petrovič Tormasov e di Sergej Vasil'evič Lanskoj.

## Carriera
Entrò nel Reggimento Izmajlovskij il 23 novembre 1783. Il 16 aprile 1797 venne promosso a guardiamarina e l'8 settembre 1798 a tenente. Il 13 marzo 1801, con il grado di tenente capitano, fu trasferito nel Reggimento di cavalleria e venne nominato aiutante di campo del principe ereditario Konstantin Pavlovič.
Fu promosso, il 5 ottobre 1801, a capitano. Il 14 agosto 1805, con il grado di tenente colonnello partecipò alla marcia in Austria. Si distinse nella battaglia di Austerlitz, per la quale il 12 dicembre 1805, fu promosso a colonnello.
Comandò il reggimento di cavalleria polacca (6 maggio 1807-23 marzo 1808) e prese parte alla Quarta coalizione. Il 3 agosto 1810 venne promosso a maggiore generale.

## Morte
Durante la Battaglia di Craonne rimase ferito mortalmente. Morì il 23 febbraio 1814 a Namur. Fu sepolto nella città di Hrodna.